# Palestrina
Palestrina è un comune italiano di 22 174 abitanti della città metropolitana di Roma Capitale nel Lazio, situata lungo la via Prenestina, a cui ha dato il nome, in quanto l'antico nome della città era Praeneste.

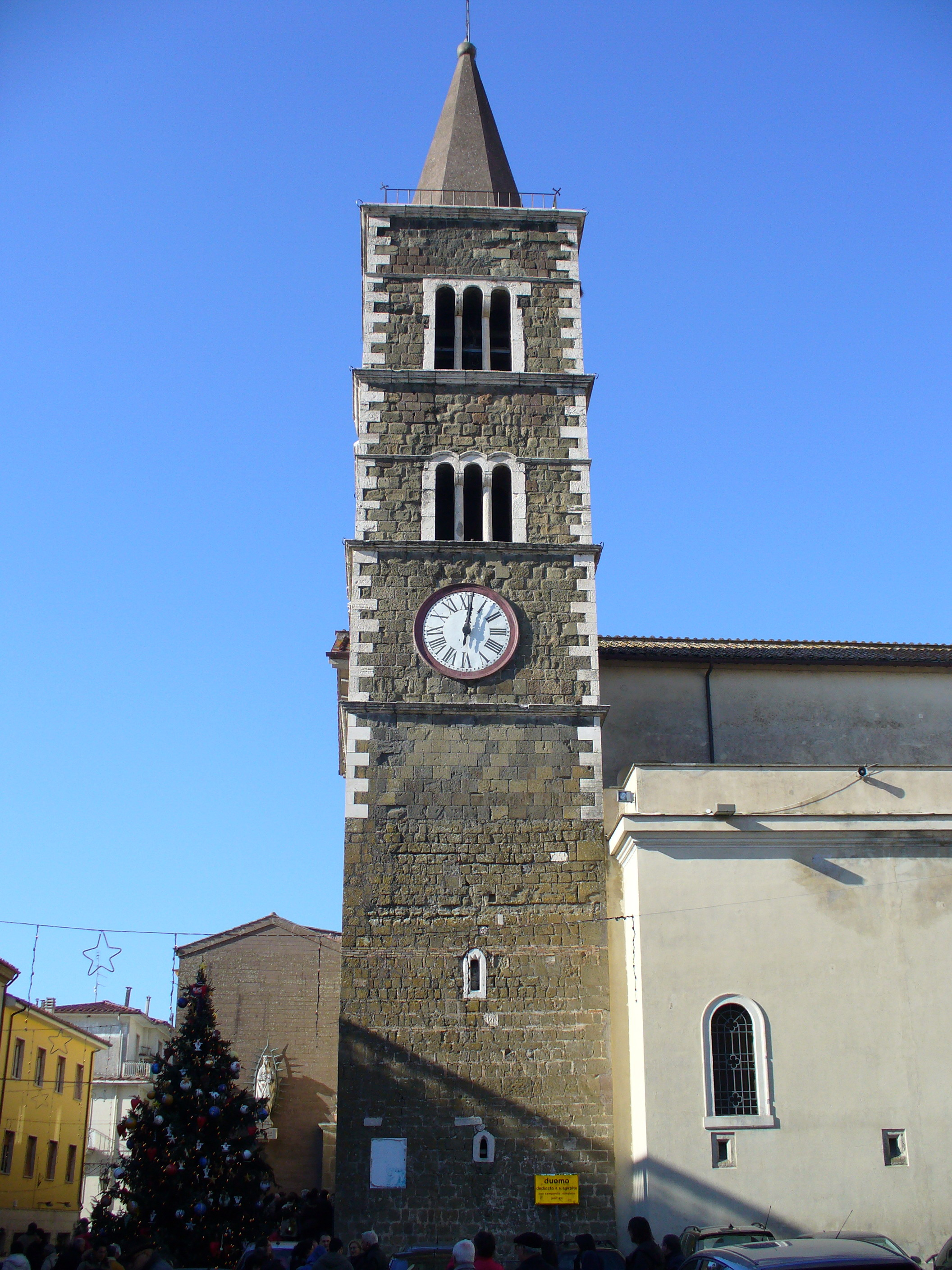
Campanile della chiesa di Sant'Agapito

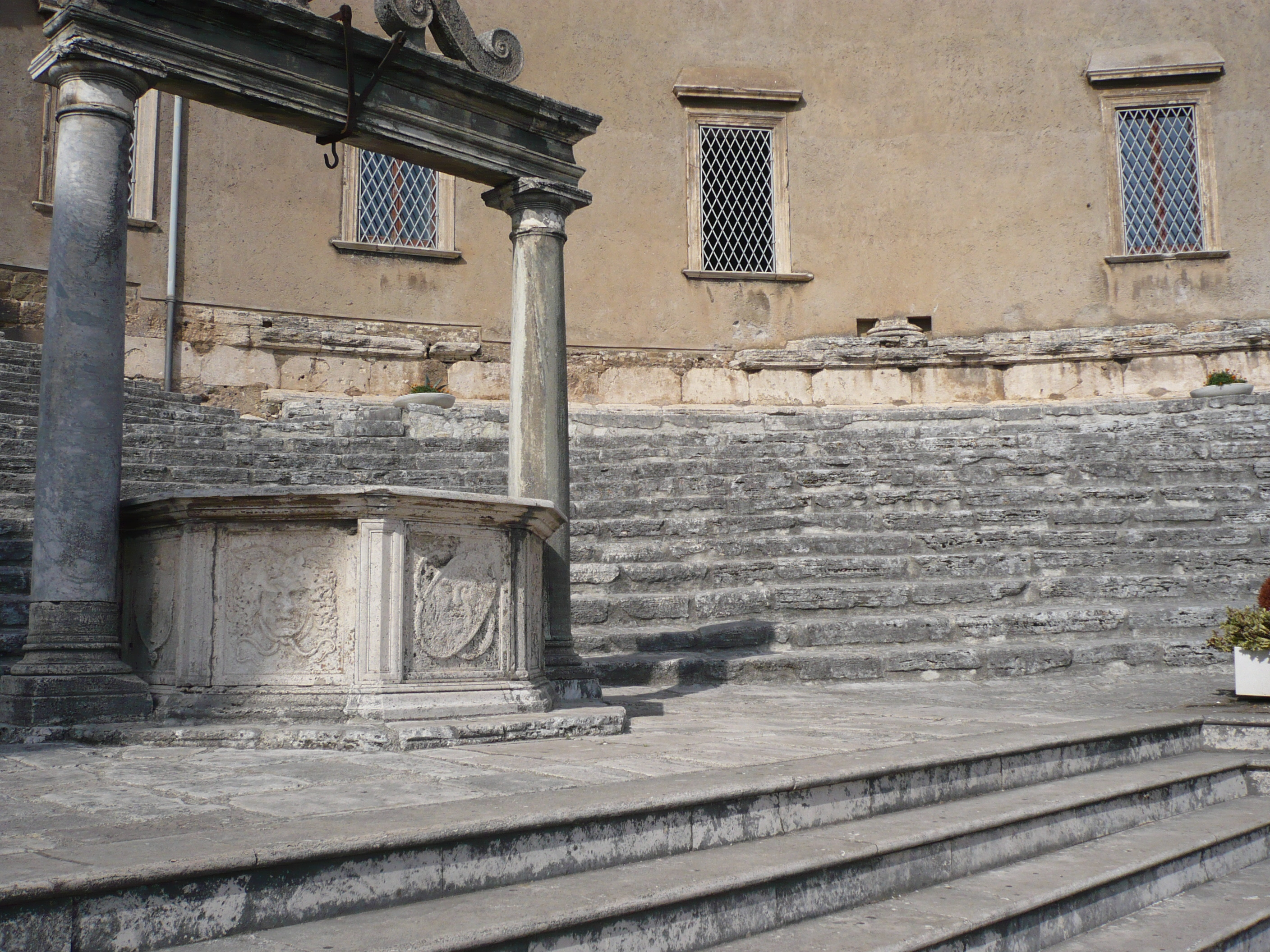
Pozzo e cavea del Santuario della Fortuna Primigenia

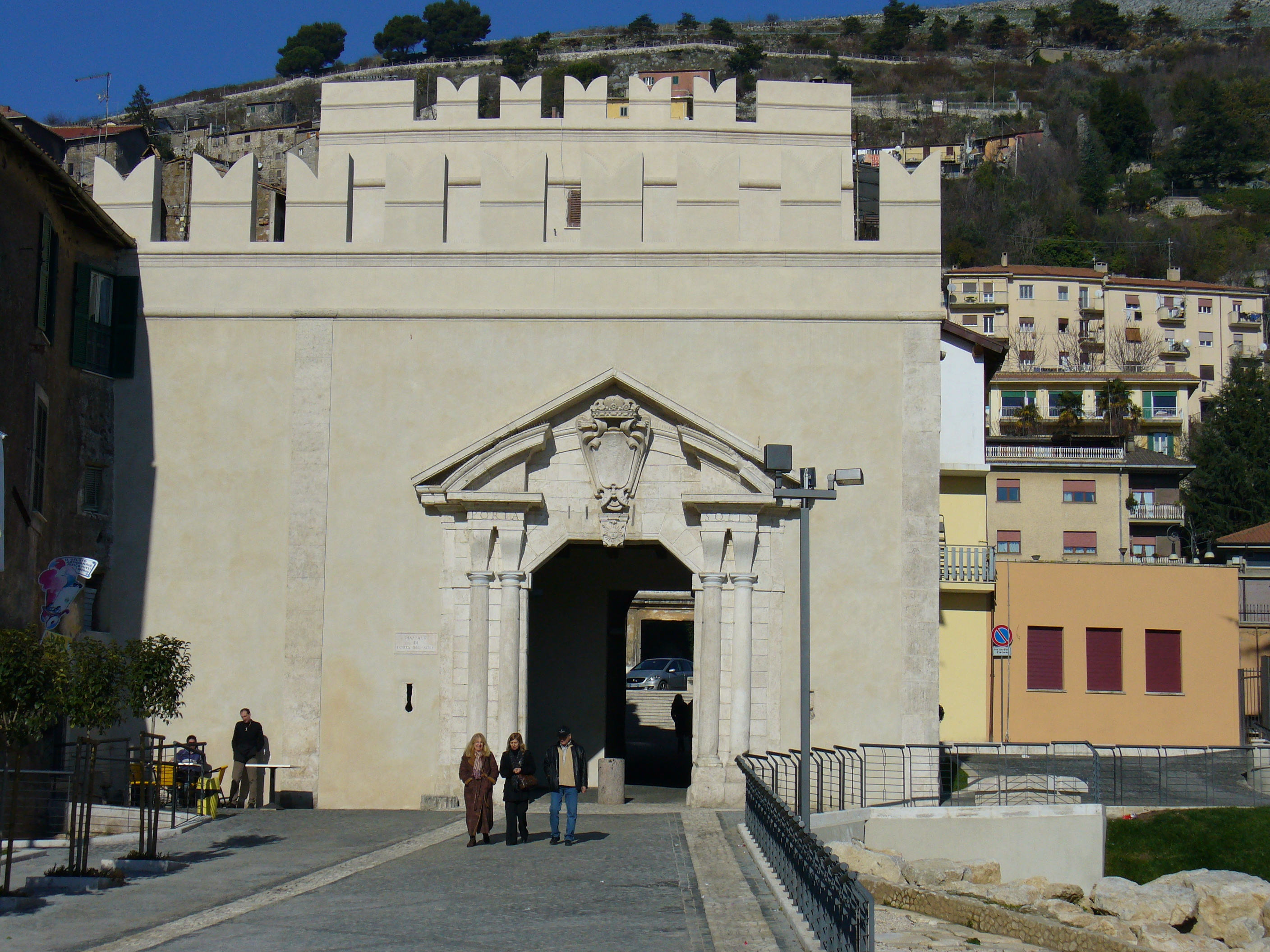
Porta Solis

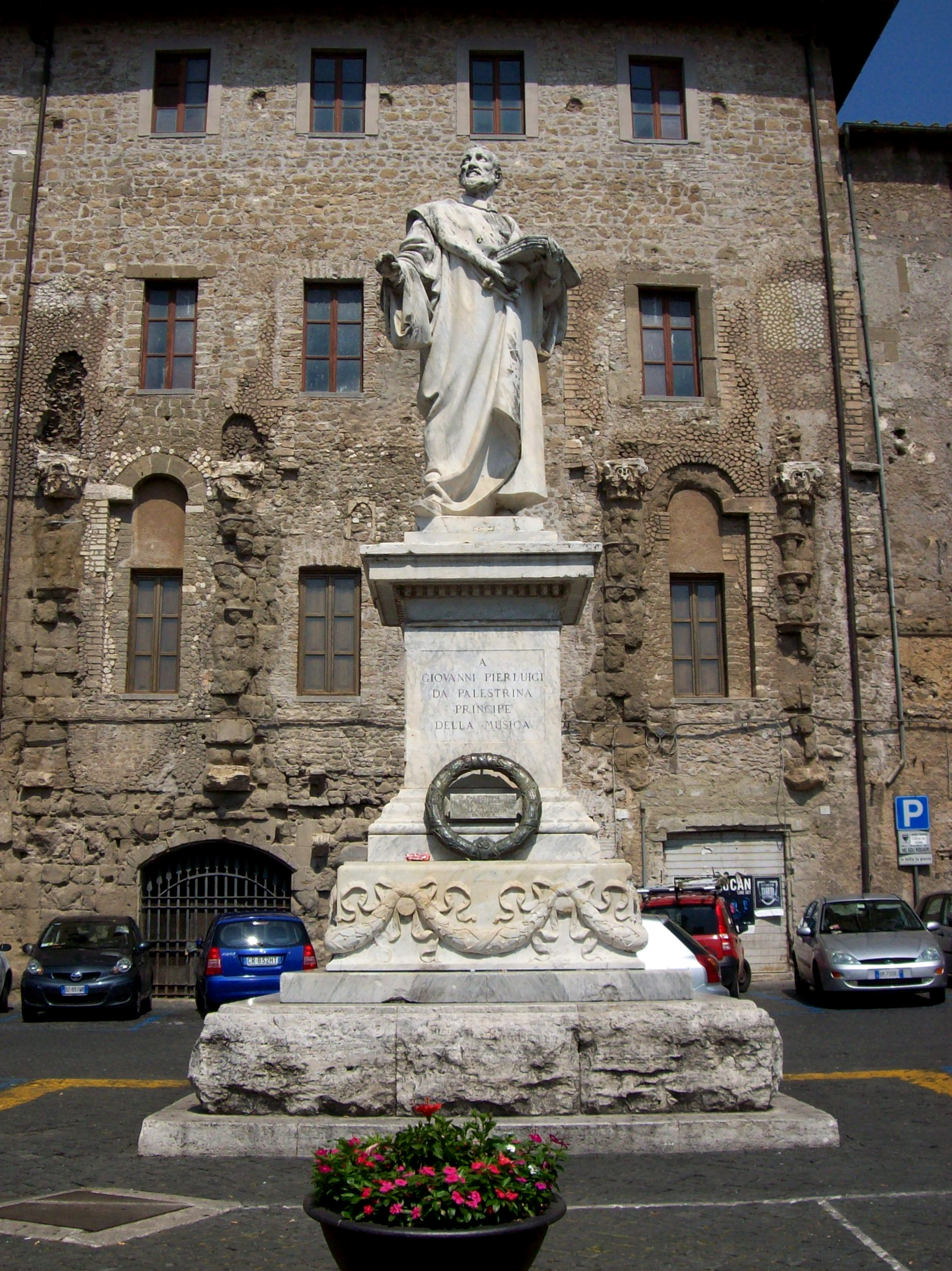
Statua dedicata a Giovanni Pierluigi da Palestrina

## Geografia fisica

### Territorio
Palestrina sorge sulle pendici del monte Ginestro, una delle sommità dei monti Prenestini, tra i bacini dei fiumi Sacco e Aniene.
Il territorio comunale è orograficamente eterogeneo, in quanto si passa dai 660 m s.l.m. del quartiere Scacciato fino ai 350 m s.l.m. delle frazioni a valle.

### Clima
Classificazione climatica: zona E, 2141 GR/G.

## Storia

### Età antica
L'attuale Palestrina sorge sull'antica Praeneste, città latina celeberrima in età antica per il santuario della Fortuna Primigenia, santuario dedicato alla dea Fortuna Primigenia e che gli studi più recenti datano agli ultimi decenni del II secolo a.C.
I primi reperti archeologici attestanti l'occupazione del sito e relativi a sepolture cosiddette principesche (Tomba Barberini e Tomba Bernardini), risalgono all'inizio dell'VIII secolo a.C., alla vigilia della fioritura che investì la città in età orientalizzante (VIII-VII secolo a.C.).
Numerose sono le leggende che narrano la sua fondazione. Diverse tradizioni annotano come fondatore Telegono, figlio di Ulisse e di Circe, oppure l'eroe eponimo Prenesto (in greco Πραινεστός), figlio del re Latino e nipote di Ulisse. Catone, Varrone, Virgilio e Solino, invece, legano la città alla figura di Ceculo, creduto figlio del dio Vulcano e ritrovato in fasce presso alcuni fuochi che gli avrebbero occultato la vista.
La città venne conquistata da Roma con i suoi alleati della Lega Latina, dopo aver opposto strenua resistenza durante la quale aveva stabilito un'alleanza con i Galli in funzione anti romana.
La sua posizione strategica, dominante la Valle del Sacco, grazie anche a imponenti opere di fortificazione, un passaggio obbligato nei collegamenti tra il Lazio e l'Italia meridionale, ne favorì la fioritura, attestata dalla costruzione di un foro e dalla monumentalizzazione del santuario oracolare dedicato alla Fortuna Primigenia, datati entrambi alla fine del II secolo a.C. Il santuario si colloca tra i capolavori dell'architettura romana di epoca repubblicana, influenzato, nella scenografica disposizione a terrazze, da realizzazioni ellenistiche, ma realizzato traendo partito dalla tecnica costruttiva del cementizio.
Nel 39 d.C. l'imperatore Romano Caligola in onore della Dea Fortuna venerata nella città Praeneste denominò due legioni di nuova formazione la legio XXII Primigenia e la legio XV Primigenia 
Nel 90 a.C. i cittadini di Palestrina ottennero la cittadinanza romana. Nell'82 a.C., durante la guerra civile, la città parteggiò per Gaio Mario il giovane, che qui morì. Lucio Cornelio Silla, in quell'occasione, ne sterminò tutti i cittadini maschi e vi installò una colonia militare. Le iscrizioni testimoniano l'avvicendamento nelle occorrenze epigrafiche dei gentilizi prenestini.
Fu uno dei luoghi di villeggiatura preferiti dall'imperatore Augusto, insieme alle coste e le isole della Campania, oltre alle città vicine a Roma, come Lanuvium e Tibur.

### Età medievale
A partire dal IV secolo si ha notizia di vescovi prenestini divenendo poi sede suburbicaria, con patrono sant'Agapito martire. Tra i suoi vescovi si contano ben cinque cardinali divenuti in seguito papi.

Concessa per tre generazioni da papa Giovanni XIII a favore della congiunta senatrice Stefania nel 970, la città passò per matrimonio della sua discendente, la contessa Imilia, nel XII secolo ai Conti di Tuscolo e da questi, intorno alla seconda metà dell'XI secolo ai Colonna che contrastarono la restituzione della città alla Santa sede, consolidandone progressivamente il dominio e divenendo a seguito della concessione di papa Onorio II, principale possedimento storico della famiglia. Rimase così coinvolta nelle lotte dei Colonna contro il papato, subendo disastrose conseguenze quali quella della primavera del 1299 per opera di Bonifacio VIII in cui fu rasa al suolo e nuovamente distrutta dalle fondamenta dal cardinale Giovanni Maria Vitelleschi nel 1436 (o 1437) a causa dell'opposizione dei Colonna a Eugenio IV. Nel 1449 la città veniva restituita ai Colonna da Niccolò V con l'espresso divieto di ricostruirvi la fortezza che tuttavia venne riedificata nel 1482.

### Età moderna
Nel XVI secolo diede i natali ad uno dei più grandi compositori di tutti i tempi, Giovanni Pierluigi da Palestrina, figura cardine della polifonia sacra rinascimentale.
Pervenuta per divisione nel secolo XIV al ramo dei Colonna di Sciarra, la città fu eretta in principato con privilegio di Pio V nel 1571 conferito a Giulio Cesare Colonna, venne successivamente ceduta dal figlio di costui Francesco ai Barberini, che la tennero per circa un secolo fino alla loro estinzione quando tornò ai Colonna in persona di Giulio Cesare Colonna di Sciarra, V principe di Carbognano i cui discendenti dovettero assumere, secondo i patti matrimoniali, il cognome Barberini, tenendola fino al termine della feudalità.

### Età contemporanea
A partire dalla fine del XIX secolo, a causa di una carestia che colpì le popolazioni di montagna, un gruppo di agricoltori di Capranica Prenestina si trasferì in un territorio appartenente al comune di Palestrina, territorio che prese la denominazione di Carchitti (attuale frazione di Palestrina), dedicandosi alla coltivazione delle fragole.
Durante il Risorgimento, nel 1849, il tenente Luigi Cucelli si distinse a Palestrina accompagnando la ritirata di Garibaldi da Roma, avvenuta dopo la caduta della Repubblica Romana.
Nel 1944 il centro storico venne distrutto dai bombardamenti, ma proprio la distruzione delle costruzioni che vi si erano insediate dopo l'abbandono, permise di rimettere in luce l'antico santuario repubblicano.
Notevole fu, e resta ancora oggi, l'attività archeologica di riscoperta.
Il 28 maggio del 1944 dei soldati tedeschi stavano rubando del pollame nel podere di Agapito Pinci in località Vigesimo. Minacciato dai soldati, Agapito si rivolse ad un gruppo di partigiani che operavano poco lontano a Colle Francolino. Del gruppo facevano parte anche Carla Capponi e Rosario Bentivegna, quest’ultimo al comando delle formazioni partigiane dei Monti Prenestini.
Il reparto partigiano intervenne e si scontrò con i nazisti e un soldato tedesco rimase ucciso.
Subito dopo lo scontro partì la rappresaglia da parte di un altro gruppo di soldati tedeschi di passaggio che, irrompendo nel casale dei Pinci, prelevò undici persone, tra cui tutta la famiglia Pinci.
Gli undici sequestrati credettero di essere stati selezionati per un lavoro sulla strada provinciale di Valmontone per poi tornare a casa in serata ma, poco dopo essersi avviati, vennero fucilati nei pressi della casa. I loro nomi erano Carlo Pinci, Mario Pinci, Umberta Pinci, Corrado Pinci, Viviana Pinci, Agapito Pinci, Genesio Pinci, Alvaro Scaramella, Giuseppe Lupi, Giulio Lulli ed Elena Ilardi.
Il comando nazista ammise che si era trattato di rappresaglia non autorizzata, ma non restituì i corpi, che furono seppelliti nel cimitero cittadino solo due giorni dopo l’arrivo degli Alleati.
Memoria della strage è conservata presso il Museo della Resistenza e degli 11 Martiri in via Pedemontana.

### Simboli

La bandiera civica

Il gonfalone civico

Lo stemma della città di Palestrina è stato adottato insieme allo statuto con delibera del consiglio comunale n. 29 del 29 maggio 2001 e si presenta come uno scudo partito di verde e d'oro. All'interno tre corone di alloro, due sopra ed una sotto; a quest'ultima è legato un nastro azzurro. Lo scudo è sormontato da una corona dorata sulla cui fascia sono presenti cinque gemme di colore verde, rosso, azzurro, rosso e verde, alternate a quattro perle.
Questo stemma è entrato in uso dopo il 1880 (d'argento, a tre corone di alloro di colore verde, intrecciate, poste due in alto e una in basso) mentre in precedenza veniva rappresentata una colonna, simbolo della famiglia Colonna. Le corone di alloro farebbero riferimento all'origine greca della città e all'abitudine dei suoi abitanti di formare dei serti per ornarsene le teste. Un'altra ipotesi suggerisce che le tre corone rappresentino le tre cinte murarie che proteggevano la città.
Il gonfalone è un drappo partito di verde e di giallo. Nella parte centrale trova spazio lo stemma comunale. Superiormente campeggia la dicitura "Città di Palestrina".

## Monumenti e luoghi d'interesse

### Architetture religiose
- Basilica Cattedrale di Sant'Agapito martire
- Chiesa di Santa Rosalia
- Chiesa e convento di San Francesco
- Chiesa di Sant'Antonio Abate e convento carmelitano
- Chiesa di Santa Croce e Monastero delle clarisse
- Chiesa di Santa Lucia
- Chiesa di Santa Maria in villa
- Chiesa di Santa Maria dell'Aquila
- Chiesa di San Giovanni Battista
- Chiesa di Sant'Egidio
- Chiesa di San Girolamo
- Palazzo Vescovile
- Chiesa di Santo Stefano alla Portella
- Chiesa della Madonna del Trullo
- Chiesa di San Pietro in basso
- Chiesa della Santissima Annunziata
- Chiesa della Sacra Famiglia
- Chiesa della Madonna delle Grazie
- Chiesa di San Giovanni Paolo II
- Chiesa della Madonna del Ristoro

### Architetture civili
- Palazzo Colonna Barberini
- Casa di Giovanni Pierluigi da Palestrina
- Palazzo Verzetti
- Casino di caccia Triangolo Barberini
- Villa Torresina

### Altro
- Porta del Sole
- Porta San Cesareo dedicata a san Cesario, diacono e martire di Terracina (al quale era dedicata un'antica chiesa, oggi scomparsa)
- Porta San Martino
- Porta delle Monachelle
- Statua di Giovanni Pierluigi da Palestrina dello scultore Arnaldo Zocchi
- Monumento ai Caduti dello scultore Vincenzo Parisi con corona in bronzo dello scultore prenestino Francesco Coccia
- Fontana del Pupazzo
- Fontana del Borgo
- Fonte Ceciliana
- Parco Barberini
- Parco Giacomo Matteotti
- Ex Mattatoio Comunale
- Museo della Resistenza e degli 11 Martiri

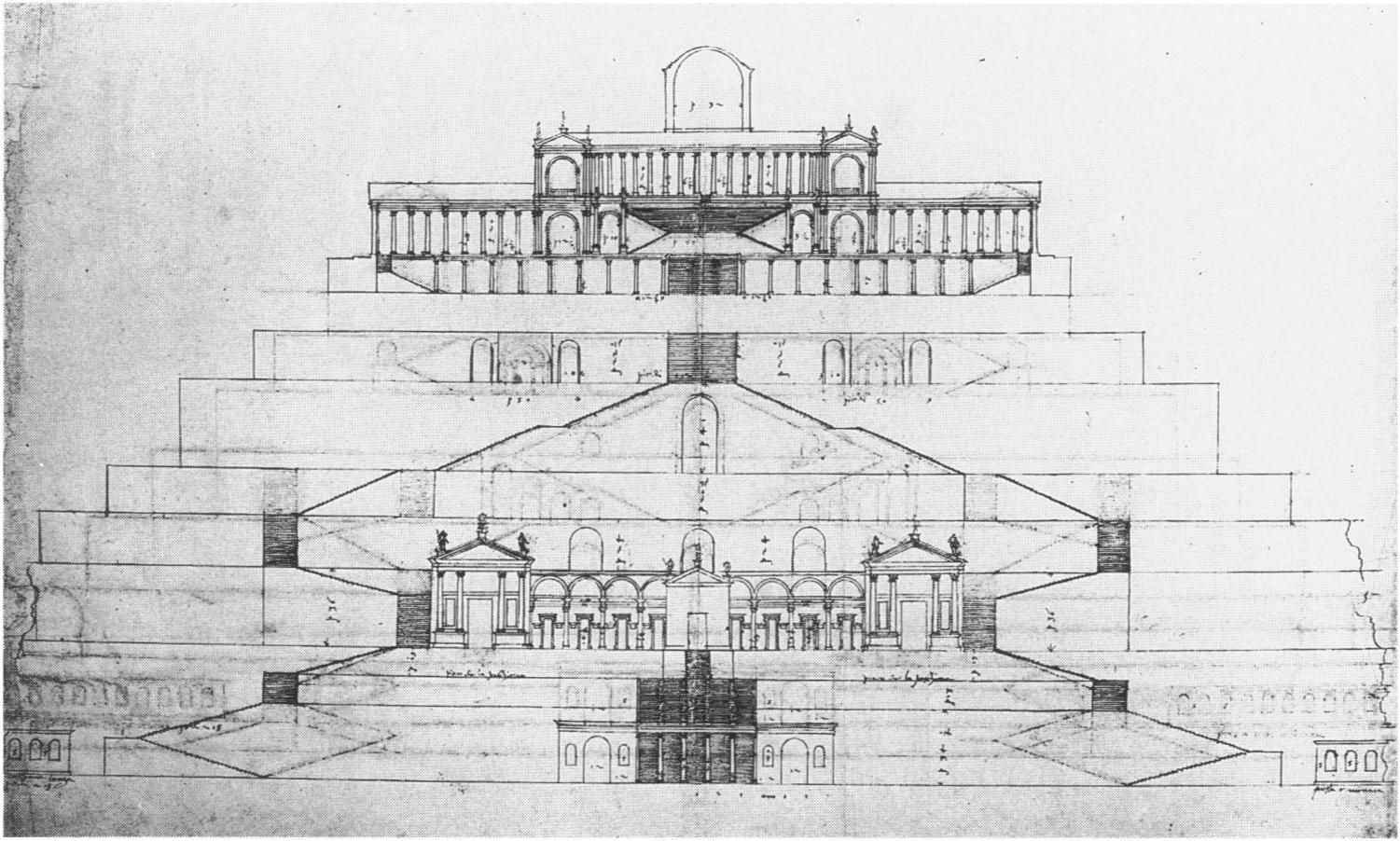
Andrea Palladio, Vista ricostruttiva del tempio della Fortuna Primigenia a Palestrina

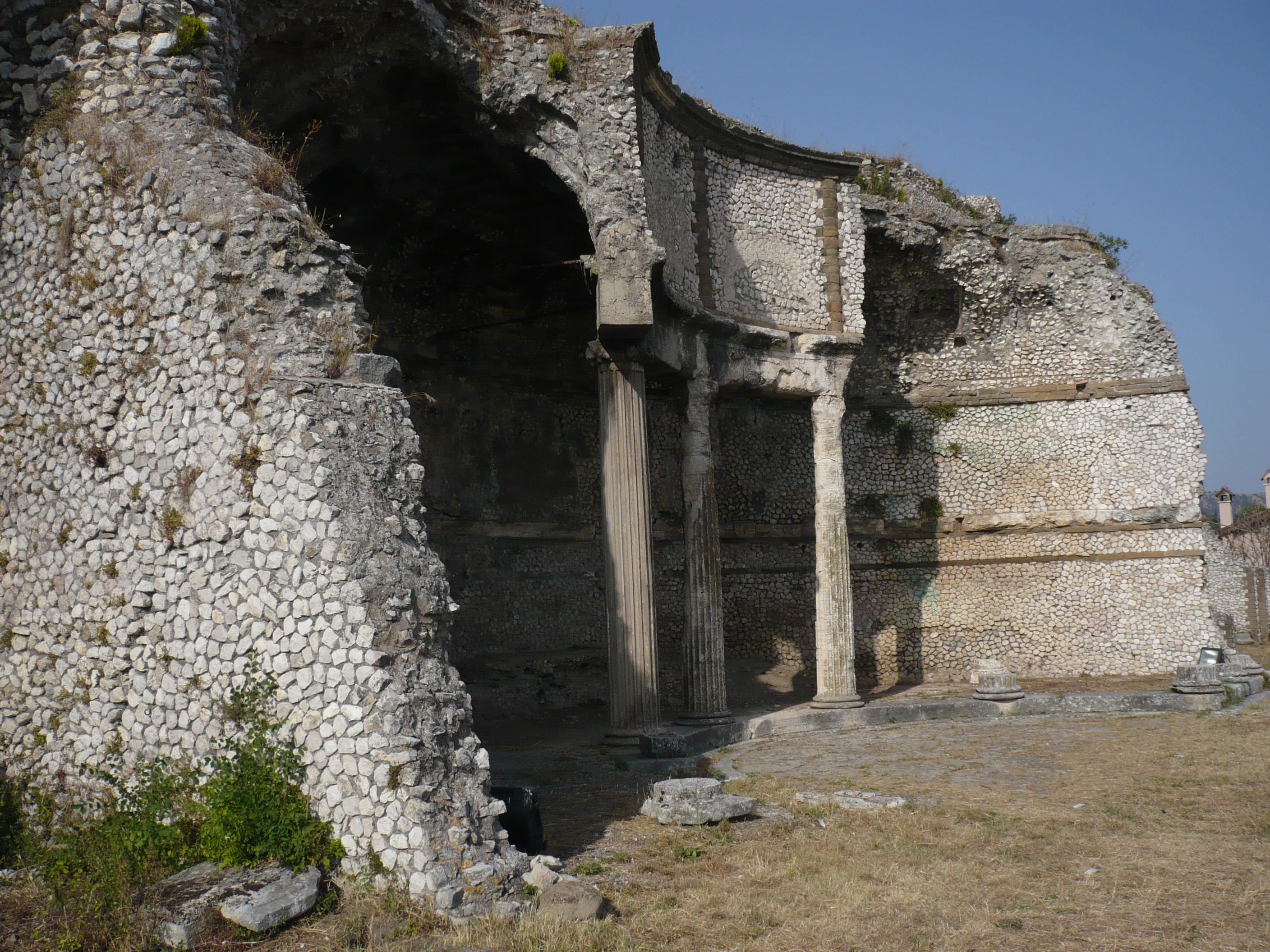
Santuario della Fortuna primigenia, vista dell'emiciclo

### Siti archeologici
- Complesso monumentale Villa di Adriano presso il cimitero comunale.
- Foro civile di Preneste: Area Sacra, Antro delle Sorti, Erario Romano (nomi tradizionali di ambienti legati al foro cittadino di epoca repubblicana, ritenuti in passato parte del santuario)[14]
- Il santuario oracolare della Fortuna Primigenia costituisce una grandiosa realizzazione architettonica databile verso la fine del II secolo a.C., anche se l'origine del luogo di culto risale a epoca più antica. Il tempio si articola in una serie di terrazze artificiali disposte sul pendio roccioso. Sulla "terrazza degli emicicli", davanti all'esedra di destra, si conserva un pozzo che è stato identificato con quello in cui, secondo Cicerone, il nobile prenestino Numerio Sufficio avrebbe rinvenuto le sorti, ovvero delle tavolette di legno da cui si traevano auspici per il futuro. Presumibilmente gli oracoli venivano redatti all'interno dello stesso pozzo da una probabile figura femminile che si manteneva però nell'ombra. All'interno del pozzo si calava un fanciullo che, appena ricevuti i responsi, consegnava le tavolette a coloro che avevano posto le domande e che avevano fornito un degno contributo. La tipologia del santuario su terrazze artificiali è comune in età ellenistica in Italia centrale. Un esempio è a Monte Rinaldo, nell'area archeologica La Cuma.
- Necropoli di Muracciola-Torresina, è una necropoli scoperta nel 2008 in località Muracciola -Torresina.

## Società

### Evoluzione demografica
Abitanti censiti

### Lingue e dialetti
Nel comune di Palestrina si parla il dialetto prenestino, strutturalmente simile a quello romanesco ma con qualche differenza su alcuni vocaboli, tempo dei verbi utilizzati e costruzione grammaticale. Un esempio:
| Italiano       | Romanesco               | Variante palestrinese |
| -------------- | ----------------------- | --------------------- |
| Il lupo        | Er lupo                 | Lo lope               |
| Ci sono andato | Ce so 'nnato/ Ce so ìto | Ce 'so' ìto           |
| Il bambino     | Er regazzino            | Lo bardasso           |

### Etnie e minoranze straniere
Secondo i dati ISTAT al 31 dicembre 2015 la popolazione straniera residente era di 2.265 persone (10,45%). Le nazionalità maggiormente rappresentate in base alla loro percentuale sul totale della popolazione residente erano:
- Romania 1.404 (6,47%)
- Albania 248 (1,14%)
- Africa 613 (2,48%)

### Istituzioni, enti e associazioni
A Palestrina è presente l'Ospedale Civico "Coniugi Bernardini", polo ospedaliero di riferimento nel territorio prenestino, un Comando Compagnia dell'Arma dei Carabinieri ed un distaccamento dei Vigili del Fuoco.

### Tradizioni e folclore
Palestrina è un paese con una lunga storia di tradizioni ed eventi culturali; molti eventi folkloristici sono legati alle celebrazione di vari santi e figure religiose cattoliche. Le principali manifestazioni sono
- 18 agosto - Festa in onore di sant'Agapito, patrono della città. È la festa più importante della Città e si svolge solitamente dal 17 al 19 agosto di ogni anno. Le varie celebrazioni religiose vanno di pari passo con lo svolgimento del Palio di Sant'Agapito[17] (in dialetto "Lo palio") ovvero una contesa tra i quattro rioni storici della città che, attraverso varie gare, si contendono il "Palio" (ovvero uno stendardo che riporta una raffigurazione del santo creata ogni anno da un'artista). I quattro rioni rappresentano quattro zone della città che viene divisa in fasce orizzontali: Porta San Cesareo (che rappresenta la parte alta della città), Porta San Biagio (che rappresenta la fascia ricompresa tra la parte alta e quella centrale della città), Porta San Giacomo (che rappresenta la parte centrale ed il centro storico della città) e Porta Sana Martino (che rappresenta la parte bassa della città). Le porte si sfidano in sei giochi: il tiro alla fune, il tiro con l'arco, il gioco della palla (gioco simile al calcio fiorentino), la corsa della conca (corsa con recipienti per l'acqua pieni di liquido posti in equilibrio sulla testa), il fuso (durante il quale 4 concorrenti donne, una per quartiere, devono filare una certa quantità di lana, in tempo prestabilito) e, il più importante ed atteso, la "giostra della scifa" (gioco di abilità nel quale un cavaliere al galoppo, deve riuscire ad infilare una lancia di legno in un cerchio di metallo posto sotto il fondo di un recipiente di legno rotondo chiamato "scifa", sospeso in aria).
- 17 gennaio - Festa in onore di Sant'Antonio Abate, protettore degli animali[18]. È un'altra festa molto sentita in città, di antica tradizione, che riporta al passato ed della comunità prenestina ovvero la lavorazione della terra e l'allevamento di bestiame. Fulcro della festa sono i "mulattieri", che nel passato avevano il compito di trasportare merci utilizzando i muli che permettevano di arrivare anche in luoghi difficilmente raggiungibili, i "carrettieri", coloro che con l’ausilio dei arri, trainati da animali, trasportavano le merci verso Roma e i "Bovari" che, oggi come allora allevano il bestiame. I rappresentanti delle tre associazioni sono protagonisti sia delle solennità religiose (come la benedizione dei loro animali e automezzi) che degli eventi folkloristici (come lo scambio delle bandiere e dei fiocchi tra gli associati). Particolarmente caratteristica è la sfilata degli animali, abbelliti con ornamenti e fiori dai proprietari, che vengono portati presso la Chiesa di sant'Antonio Abate per ricevere la benedizione.
- 19 marzo - Il Focaraccio di San Giuseppe, durante il quale vengono accesi grandi falò su cui è stata posta un'effigie del santo.[senza fonte]

## Cultura

### Istruzione

#### Scuole
Palestrina è sede, a seguito delle riforme del 2012, di tre Istituti Comprensivi:
- I.C. "Giovanni Pierluigi" (ex scuole dell'infanzia e primaria "Barberini", ex scuole dell'infanzia e primaria di Castel San Pietro Romano, ex scuola media statale "Pierluigi" sede centrale);
- I.C. "Karol Wojtyla" (ex Scuole dell'Infanzia e Primaria "Karol Wojtyla", ex Scuola dell'Infanzia GESCAL, ex Scuola Media Statale "Pierluigi" sede succursale via Ceciliana);
- I.C. "Goffredo Mameli" (ex Scuole dell'Infanzia e Primaria "Goffredo Mameli", ex Scuole dell'Infanzia e Primaria loc. Carchitti, ex Scuola Media Statale"Pierluigi" sede succursale Carchitti).[19]

A Palestrina, inoltre, è presente un campus scolastico per le scuole superiori, che comprende:
- I.I.S. Eliano-Luzzatti, dove è possibile trovare: Liceo Classico, Liceo delle Scienze Umane, Liceo Economico Sociale e Liceo Linguistico; e gli indirizzi tecnici A.F.M, R.I.M e C.A.T.;
- Istituto Professionale "Via Pedemontana".

#### Musei
- Museo archeologico prenestino, Ospitato dal 1956 all'interno del palazzo Colonna Barberini, costruito sulla sommità del santuario della Fortuna Primigenia. Ospita numerosi reperti: cippi, busti, basi funerarie, statue e oggetti di uso quotidiano provenienti dalle necropoli della città. Di particolare rilevanza è il grande Mosaico nilotico (circa 80 a.C., dimensioni: 5,85 x 4,31 m), proveniente da un'aula del Foro repubblicano della città e raffigurante il paesaggio esotico del Nilo; è uno dei pochi esempi conservati di mosaico di epoca repubblicana. Il museo ospita inoltre il gruppo scultoreo della Triade capitolina, uno degli esemplari meglio conservati (nella quasi totale interezza) tra quelli che raffigurano insieme Giove, Giunone e Minerva.
- Museo diocesano di arte sacra. Ospitato dal 2005 all'interno del Palazzo Vescovile. Tra le opere esposte la Madonna col velo della scuola del Perugino, l'Eolo attribuito a Michelangelo e la Decapitazione di sant'Agapito di Caravaggio.
- Museo della Resistenza e degli undici martiri[20]
- casa museo Pier Luigi da Palestrina[21]

### Media

#### Stampa
I settimanali locali sono La notizia 2, Il Corriere dei Colli Prenestini e Il Sabato Indiscreto.

#### Radio
A Palestrina è presente la sede di Radio Onda Libera.

#### Televisione
Alcune scene delle serie tv Rai Inviati speciali e Provaci ancora prof! sono state girate a Palestrina.
Nel 2014 e nel 2015 sono state girate alcune scene delle serie della Mediaset L'onore e il rispetto e Non è stato mio figlio, entrambe con protagonista Gabriel Garko.

#### Teatro
La città è sede del Teatro Cinema "Principe" e dell'Auditorium "Pierluigi", entrambi sede di manifestazioni anche di rilevanza durante tutto l'arco dell'anno.

### Cucina
Giglietto
Biscotto a forma di giglio, ha origine nell'esilio in Francia della famiglia Barberini. I cuochi della corte Barberini cercarono di riprodurre nei biscotti la forma del giglio di San Luigi dello stemma araldico francese.
Gnocchetti a co' de soreca
Letteralmente, "Gnocchetti a coda di topo", piatto dell'antica tradizione prenestina, composto di semplici ingredienti, a base di farina.

### Musica
La città di Palestrina ha una notevole vocazione musicale: oltre ad aver dato i natali al celebre compositore Giovanni Pierluigi da Palestrina, ha ospitato nel 2008 la terza edizione del Festival Internazionale di Polifonia e Musica Antica.
La stessa scuola media (intitolata, prima della riforma del 2012, proprio a Giovanni Pierluigi) è stata la prima in Italia ad avviare il progetto di "Scuola Media ad indirizzo musicale", con corsi curricolari di Flauto traverso, Chitarra, Violino e Pianoforte.
Le cerimonie religiose di importanza diocesana sono animate dal Coro della Diocesi di Palestrina.
Le cerimonie civili sono accompagnate dall'Associazione Musicale Bandistica "Giovanni Pierluigi da Palestrina", che dal 1824 esegue servizi e attività concertistiche e che, con la propria Scuola Musicale, promuove lo studio e l'esercizio della musica.
Numerose sono inoltre le istituzioni di musica corale, tra cui spiccano il Coro polifonico Città del Palestrina e il Coro polifonico Praenestine Voces.

### Eventi
- Festival musicale Nel Nome del Rock
- L'Albatros Città di Palestrina, Premio e Festival per la letteratura di viaggio; nato nel 1998, si svolge nel mese di giugno
- I 400 Corti Film Fest[22]

## Geografia antropica

### Frazioni
Palestrina conta 2 frazioni a valle, che distano circa un chilometro l'una dall'altra, collegate al centro di Palestrina tramite la SP57/a, detta "via degli Olmi":
- Carchitti, coi suoi 1.753 abitanti, è la più popolosa. Sorge a ridosso dei Colli Albani e in prossimità dell'autostrada A1. Il piccolo centro ha una certa rinomanza locale per la produzione delle fragole.
- Valvarino sorge sulla Strada statale 6 Via Casilina, nei pressi di Valle Varina, e conta circa 420 abitanti. In essa è sita la stazione ferroviaria di Palestrina, sulla linea Roma-Napoli via Cassino e soppressa dagli anni settanta.
- Altre località comunali, grossomodo piccole contrade, sono Colle del Vescovo, Colle dell'Oro, Colle Doddo, Fontanavazza, Muracciola, Quadrelle, Sterpara e Torre.

## Economia

### Artigianato
Tra le attività economiche più tradizionali, diffuse e rinomate vi sono quelle artigianali, come la lavorazione del rame finalizzata a scopi artistici, e l'arte del ricamo, per la quale a Palestrina nacque una prestigiosa Scuola.

## Infrastrutture e trasporti

### Strade
Grande rilevanza per la mobilità hanno sul territorio i due principali assi viari della zona:
- Strada statale 6 Via Casilina, in particolar modo per le frazioni a valle sopra citate;
- Strada regionale 155 di Fiuggi la quale, distaccandosi dalla via Casilina, porta al centro abitato di Palestrina e lo collega con Cave, Genazzano, Fiuggi e infine Frosinone.

Il territorio comunale di Palestrina è attraversato dall'Autostrada A1 Milano - Napoli tra le frazioni di Carchitti e Valvarino.

### Ferrovie
Palestrina, fino al 1983, era attraversata dalla Ferrovia Roma-Fiuggi-Alatri-Frosinone, sulla quale contava tre stazioni: Torresina, San Rocco e Palestrina.
Fino agli anni settanta, nella frazione di Valvarino era presente la Stazione di Palestrina, sulla Ferrovia Roma-Napoli (via Cassino), caduta in abbandono a causa del sottoutilizzo della stessa. Oggi il traffico pendolare ferroviario palestrinese utilizza la Stazione di Zagarolo.
| Stazioni ferroviarie nel comune di Palestrina |         |                          |            |                                       |
| Nome                                          | Gestore | Stato attuale            | Servizio   | Linea ferroviaria                     |
| Palestrina                                    | STEFER  | Dismessa (1984)          | Passeggeri | Ferrovia Roma-Fiuggi-Alatri-Frosinone |
| San Rocco                                     | STEFER  | Dismessa (1984)          | Passeggeri | Ferrovia Roma-Fiuggi-Alatri-Frosinone |
| Torresina                                     | STEFER  | Dismessa (1984)          | Passeggeri | Ferrovia Roma-Fiuggi-Alatri-Frosinone |
| Palestrina                                    | FS      | Dismessa (anni settanta) | Passeggeri | Ferrovia Roma-Cassino-Napoli          |

### Mobilità urbana
Le linee urbane del comune sono gestite da Cilia S.p.A., le linee interurbane da COTRAL.
Sono inoltre presenti quattro scale mobili, due in salita e due in discesa, disposte su due rampe consecutive con dislivello di 12 metri (superiore) e 6,60 metri (inferiore), che collegano il piazzale dell'ex stazione, oggi utilizzato come parcheggio e capolinea autobus, con Porta del Sole e il centro storico.

## Amministrazione
| Periodo | Periodo | Primo cittadino              | Partito              | Carica  | Note |
| ------- | ------- | ---------------------------- | -------------------- | ------- | ---- |
| 1954    | 1965    | Angela Maria Guidi Cingolani | Democrazia Cristiana | Sindaco |      |

| Periodo | Periodo   | Primo cittadino   | Partito                                 | Carica       | Note                                                                                                   |
| ------- | --------- | ----------------- | --------------------------------------- | ------------ | --- |
| 1995    | 1999      | Enrico Diacetti   | Partito Popolare Italiano               | Sindaco      | |
| 1999    | 2004      | Enrico Diacetti   | Partito Popolare Italiano La Margherita | Sindaco      | |
| 2004    | 2009      | Rodolfo Lena      | La Margherita Partito Democratico       | Sindaco      | |
| 2009    | 2013      | Rodolfo Lena      | Partito Democratico                     | Sindaco      | |
| 2013    | 2014      | Adolfo De Angelis | Partito Democratico                     | Sindaco f.f. | |
| 2014    | 2019      | Adolfo De Angelis | Partito Democratico                     | Sindaco      | |
| 2019    | 2019      | Antonio Tedeschi  | -                                       | Comm. pref.  | |
| 2019    | 2023      | Mario Moretti     | Lega                                    | Sindaco      | Decaduto a seguito delle dimissioni presentate da 9 consiglieri (6 di maggioranza e 3 di opposizione). |
| 2023    | 2024      | Enza Caporale     | -                                       | Comm. pref.  | |
| 2024    | in carica | Igino Macchi      | Partito Democratico                     | Sindaco      | |

### Gemellaggi
- Füssen, dal 1972
- Bièvres, dal 2008

### Altre informazioni amministrative
- Fa parte della Comunità montana Castelli Romani e Prenestini.

## Sport

### Atletica leggera
- ASD Palestrina Running.[25]

### Calcio
- U.S. Palestrina 1919 che, nel campionato 2019-20, milita nel campionato maschile di Eccellenza.[26]
- A.S.D. Audax Praeneste Carchitti, che, nel campionato 2019-20, milita nel campionato maschile di terza categoria.[27]

### Calcio a 5
Il Futsal Palestrina arriva a disputare la serie A2 per due stagioni dal 2011 al 2013 prima di ripartire dalla Serie C.

### Pallacanestro
- Citysightseeing Palestrina che, nel campionato 2019-2020, milita nel campionato maschile di Serie B.[28]
- Gruppo Sportivo Palestrina Basket Femminile A.S.D. (Serie B d'Eccellenza femminile).
- Pallacanestro Palestrina che nel 2019-2020 milita nel campionato maschile di Serie D.[29]

### Pallavolo
L'ASD Nuova Preneste Volley, con ormai più di vent'anni di storia alle spalle, con le sue prime squadre maschile e femminile, militanti entrambe nei campionati regionali di serie D, è molto attiva nel settore giovanile vantando molte squadre che coprono ogni fascia di età.

### Automobilismo sportivo
L'unica squadra corse presente nella città è la Jolly Roger Team 4x4, fondata nel 2012, è affiliata con l'ente di promozione sportivo ACSI riconosciuto dal CONI, e impegnata in gare di fuoristrada estremo a carattere regionale e nazionali fino al 2014, classificandosi al 2º posto nel campionato regionale ACSI
Nel 2015 è diventata Jolly Roger Team abbandonando la dicitura 4x4, e ampliando le attività a tutto il settore motorsport.
Dal 2016 il Jolly Roger Team si è visto impegnato nell'organizzazione di una serie di eventi motoristici ludico dilettantistici non competitivi denominato loopshow.

### Impianti sportivi
- Palazzetto dello sport "Tonino Iaia"
- Campo sportivo comunale "Antonio Sbardella"
- Palestra Ist. Comprensivo "Giovanni Pierluigi"
- Tensostruttura località Valle Zampea
- Campo Comunale "Principi Barberini" (Carchitti)